# ツツジ
ツツジ（躑躅、映山紅）は、ツツジ科の植物であり、学術的にはツツジ属（ツツジ属参照）の植物の総称である。ただしドウダンツツジのようにツツジ属に属さないツツジ科の植物にもツツジと呼ばれるものがあるので注意が必要である。
主にアジアに広く分布し、ネパールでは国花となっている。また、川崎市や練馬区など一部の市区町村でもシンボルにされている場所もある。日本ではツツジ属の中に含まれるツツジやサツキ、シャクナゲを分けて呼ぶ慣習があるが、学術的な分類とは異なる。最も樹齢の古い古木は、800年を超え1,000年に及ぶと推定される。季語は春。サツキは夏。

## 特徴

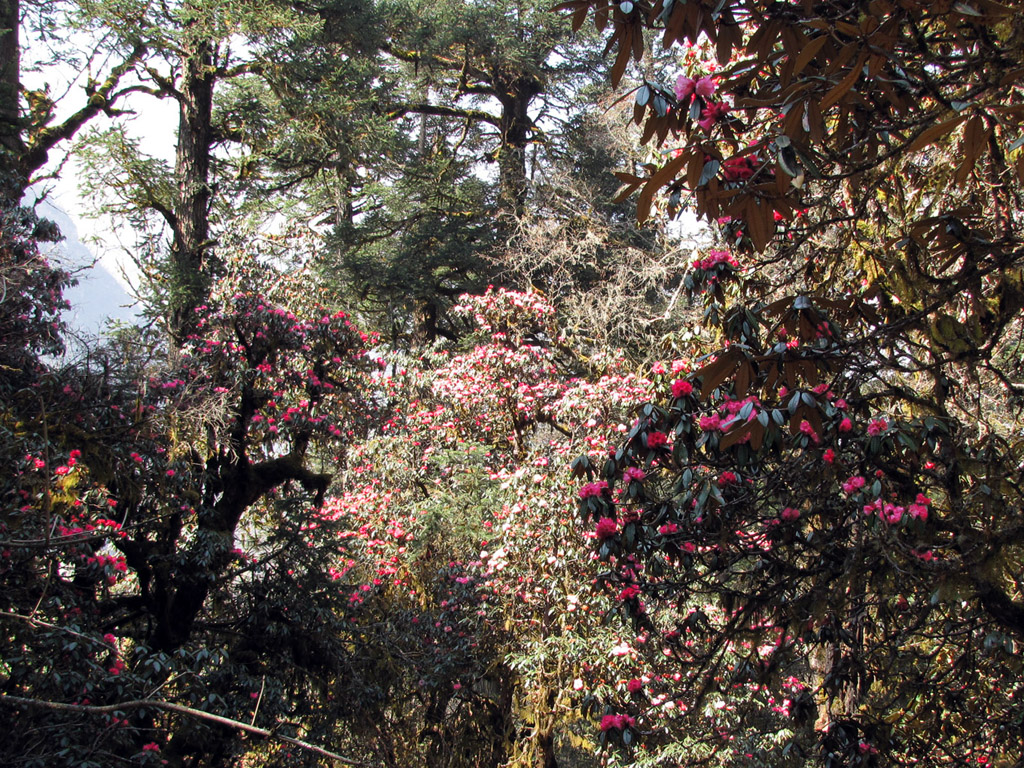
ネパールのツツジの森

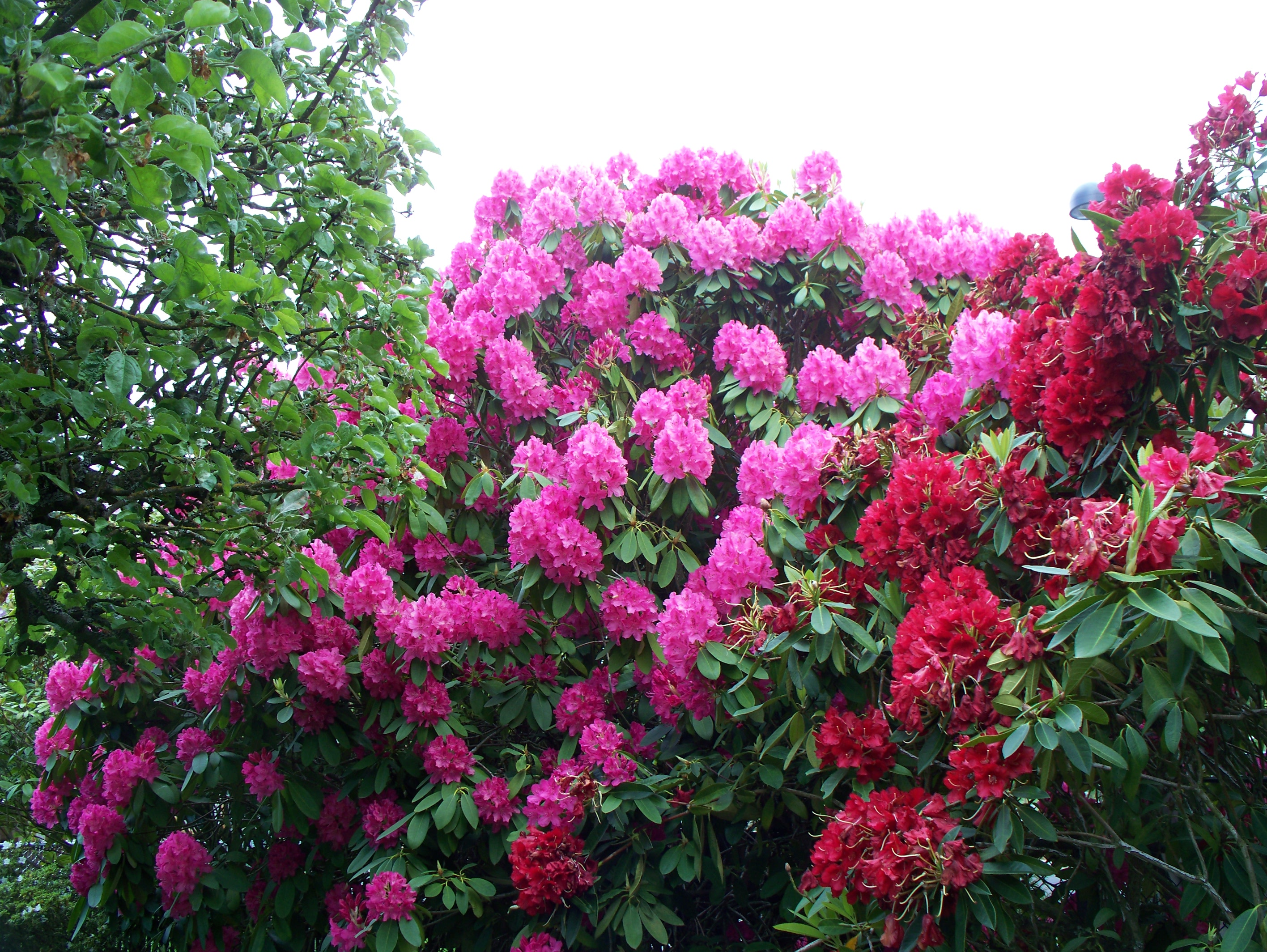
米国ワシントン州のツツジ

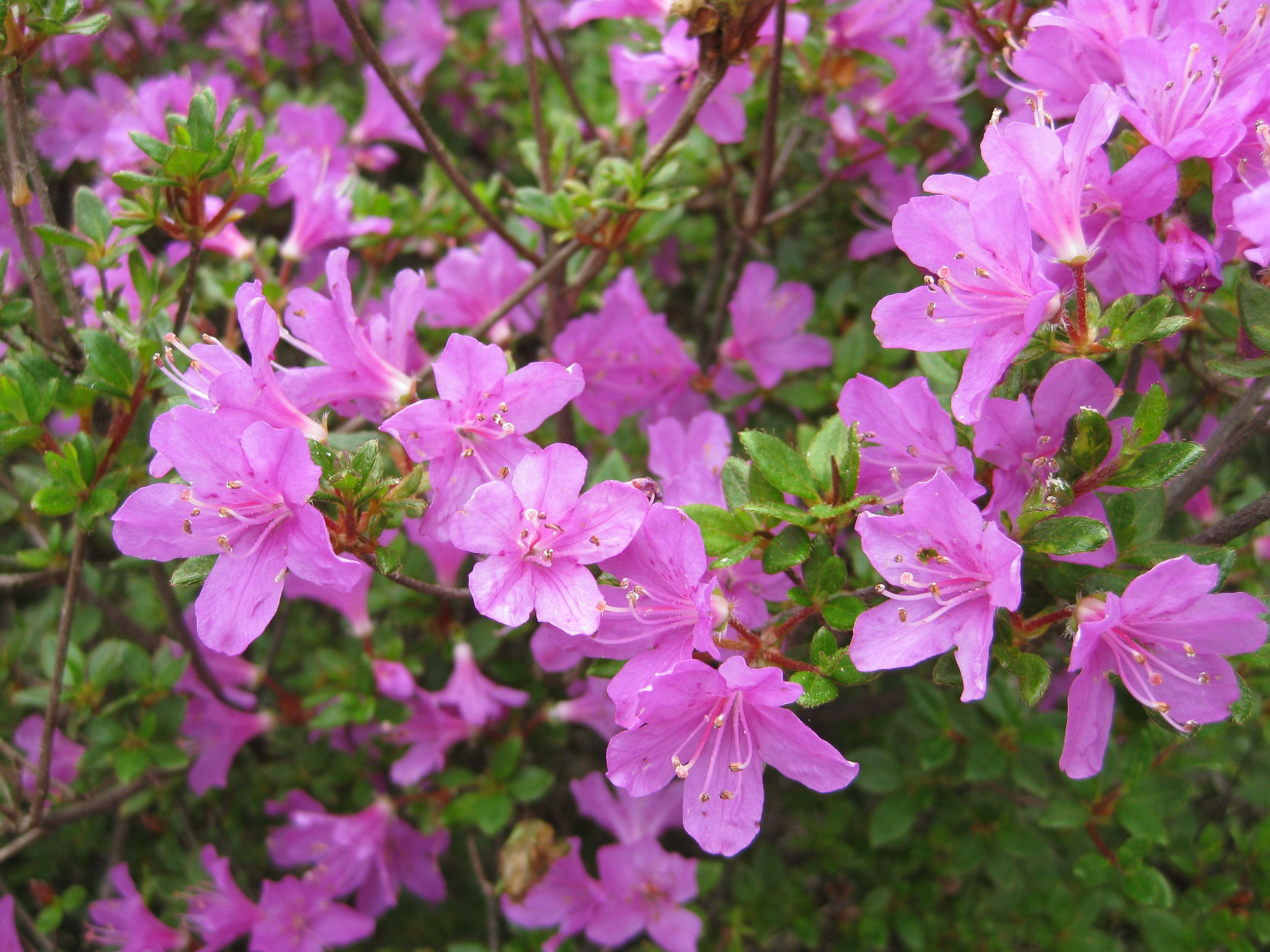
ミヤマキリシマ

ツツジ属の植物は低木から高木で、葉は常緑または落葉性で互生、果実は蒴果である。4月の春先から6月の初夏にかけて漏斗型の特徴的な形の花（先端が五裂している）を数個、枝先につける。また合弁花類である。
ツツジは「躑躅」と書くが、「見る人が足を止めるほど美しい」という言われに由来する。「躑」と「躅」はいずれも、たちどまる、たたずむ、の意である。
ツツジ属の花の花弁には斑点状の模様が多く見られる。これは蜜標（ガイドマークとも）で蜜を求める昆虫に蜜のありかを示している模様であることがよく知られている。蜜標によって花に潜り込む昆虫による受粉ができるように雄蕊がついており、雌蕊の柱頭は蜜標のある方に曲がっている。
毒
人間でも花を上手に採ると花片の下から蜜を吸うことができるが、多くの種に致死性になりうる毒成分のグラヤノトキシンなどが含まれ、特に多く含むレンゲツツジは庭木として利用されることもあるので注意しなければならない。中毒症状としては、嘔吐、痙攣、下痢などを起こす。
園芸用として交雑種が多く安全な種との見分けは、専門家でもないかぎり不可能で、児童などが中毒を起こす報告がされている。交雑種が多く毒の含有量も様々であるが、ネジキの場合、牛は体重の1%の摂取で死ぬ。

## ツツジ属Rhododendron

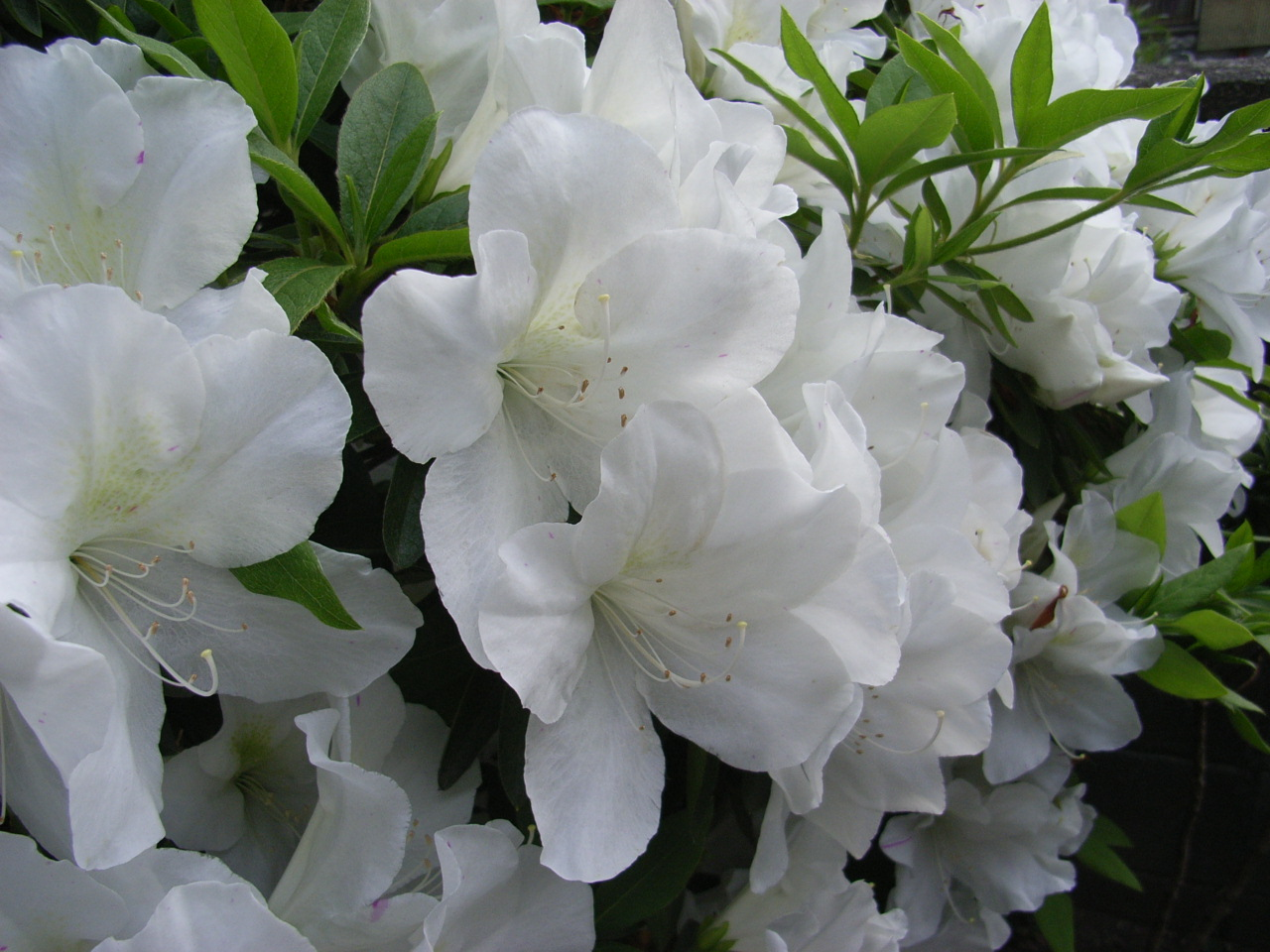
白色のツツジ

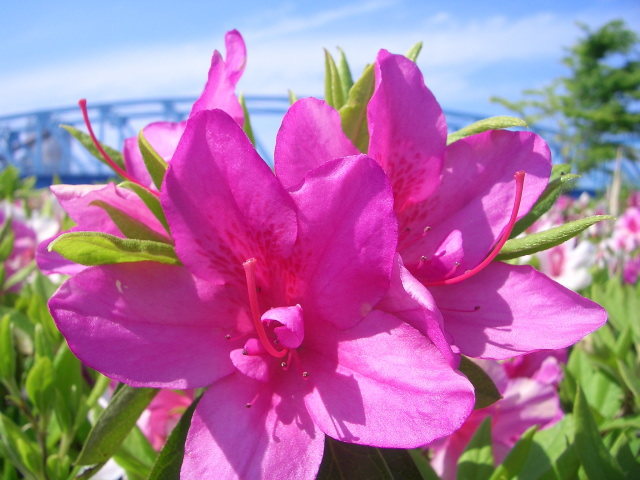
ピンクのツツジ

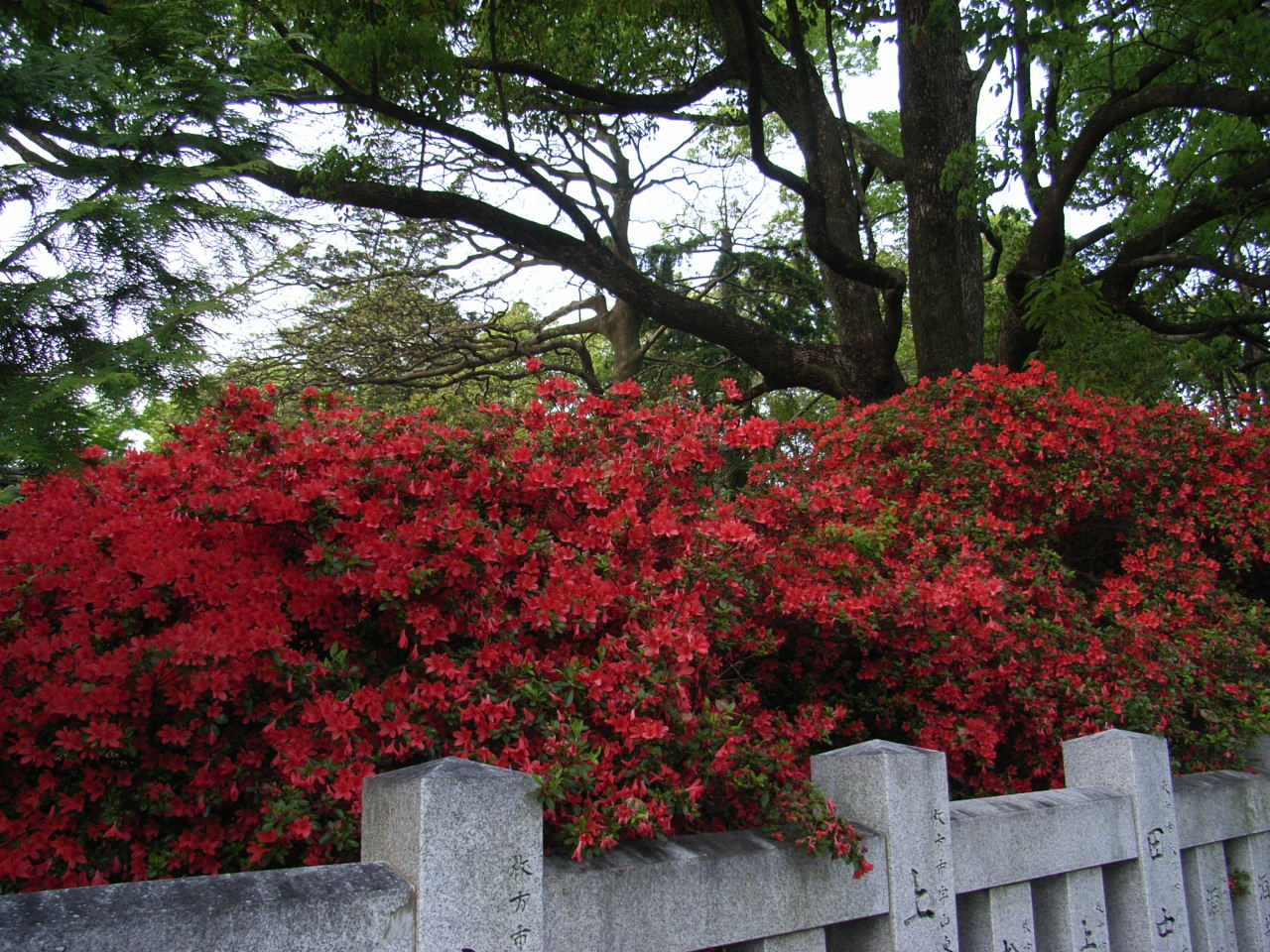
赤色のツツジ

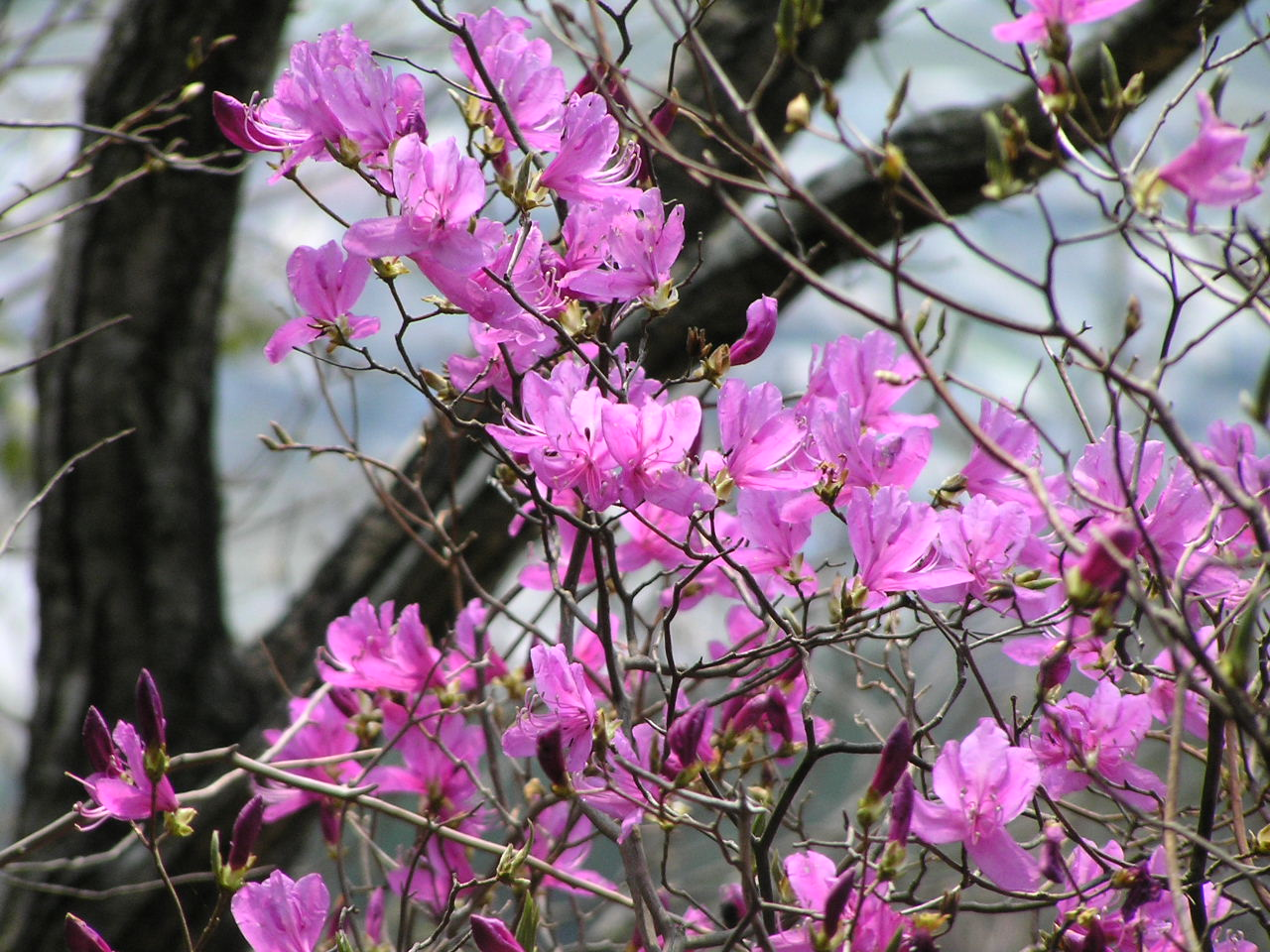
野生のツツジ(コバノミツバツツジ)

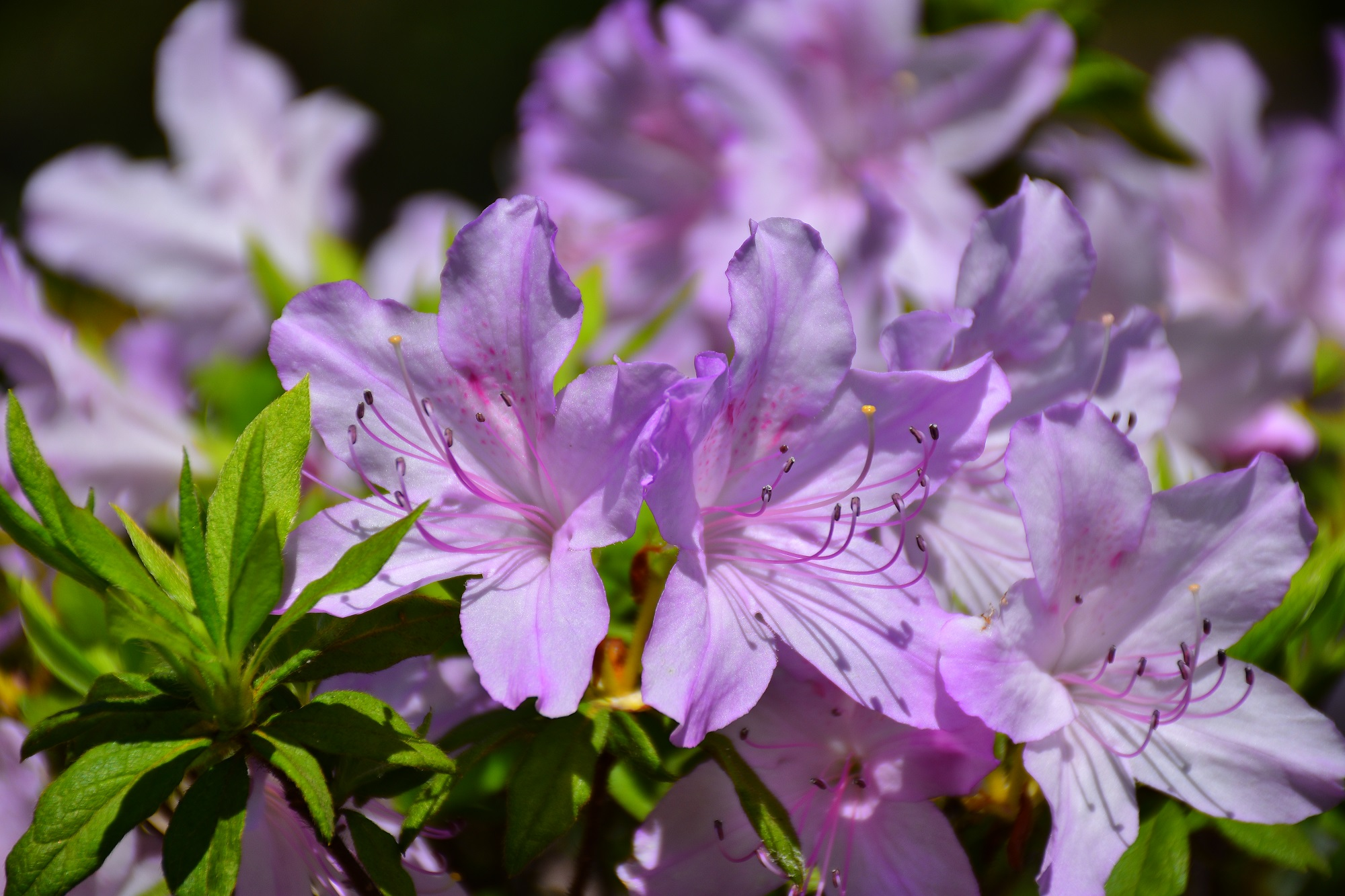

ツツジ属（Rhododendron）はツツジ科最大の属で、800種あまりが含まれている。大きくヒカゲツツジ亜属（有鱗片シャクナゲ亜属）とツツジ亜属、無鱗片シャクナゲ亜属、セイシカ亜属、エゾツツジ亜属に分類されるが、便宜上常緑性のものの一部がシャクナゲと呼ばれている。すなわち、日本で「シャクナゲ」と呼ばれるものはシホンシャクナゲの仲間（無鱗片シャクナゲ節）に限られ、常緑であってもそれ以外の殆どは「シャクナゲ」とは呼ばない。日本でツツジとシャクナゲを区別して呼ぶように、英語ではツツジを Azalea（アザレア）、シャクナゲを Rhododendron（ロードデンドロン）と呼んで区別する。
ツツジはごく一般的な庭木の一つで、日本では古くから園芸品種として交配され美しい品種がたくさん生まれた。中でもサタツツジとヤマツツジやミヤマキリシマなどをかけ合わせて生まれたクルメツツジはその代表で種類も多く色とりどりの花が咲き、満開の時期はまさに圧巻である。ヒラドツツジも日本全国でよく見られる大型のツツジで、花も大きく街路樹としてもたくさん植栽されていて、ケラマツツジやモチツツジ、キシツツジなどを親としている。
サツキとマルバサツキおよびその交配種は特にサツキと呼ばれているが、クルメツツジなどと同じく常緑ツツジの仲間である。
西洋ではアジアからヨーロッパに常緑のツツジが持ち込まれて園芸化され、ベルジアン・アザレアと呼ばれ現在鉢花として大量に生産されている。トウヤマツツジを主に、ケラマツツジやサツキの品種などもその育種に用いられている。また日本のレンゲツツジや北アメリカの落葉性の原種が園芸化されてエクスバリー・アザレアあるいは匂いツツジなどと呼ばれている。北アメリカ大陸には、その地域に古くから自生する北米ツツジ（アザレア）も生息している。
自然種も多いが、栽培品種も極めて多い。以下にツツジ属の日本産の種を挙げる。種名の横に併記した斜体文字は学名を示す。属名「Rhododendron」とは、rhodon（バラ）+dendron（樹木）の意である。複数の種が環境省と都道府県によりレッドリストの指定を受けている。

### ヒカゲツツジ亜属 subg.Rhododendron

#### ヒカゲツツジ節 sect.Rhododendron
- エゾムラサキツツジ Rhododendron dauricum
- カラムラサキツツジ Rhododendron mucronulatum var. mucronulatum
  - ゲンカイツツジ Rhododendron mucronulatum var. ciliatum

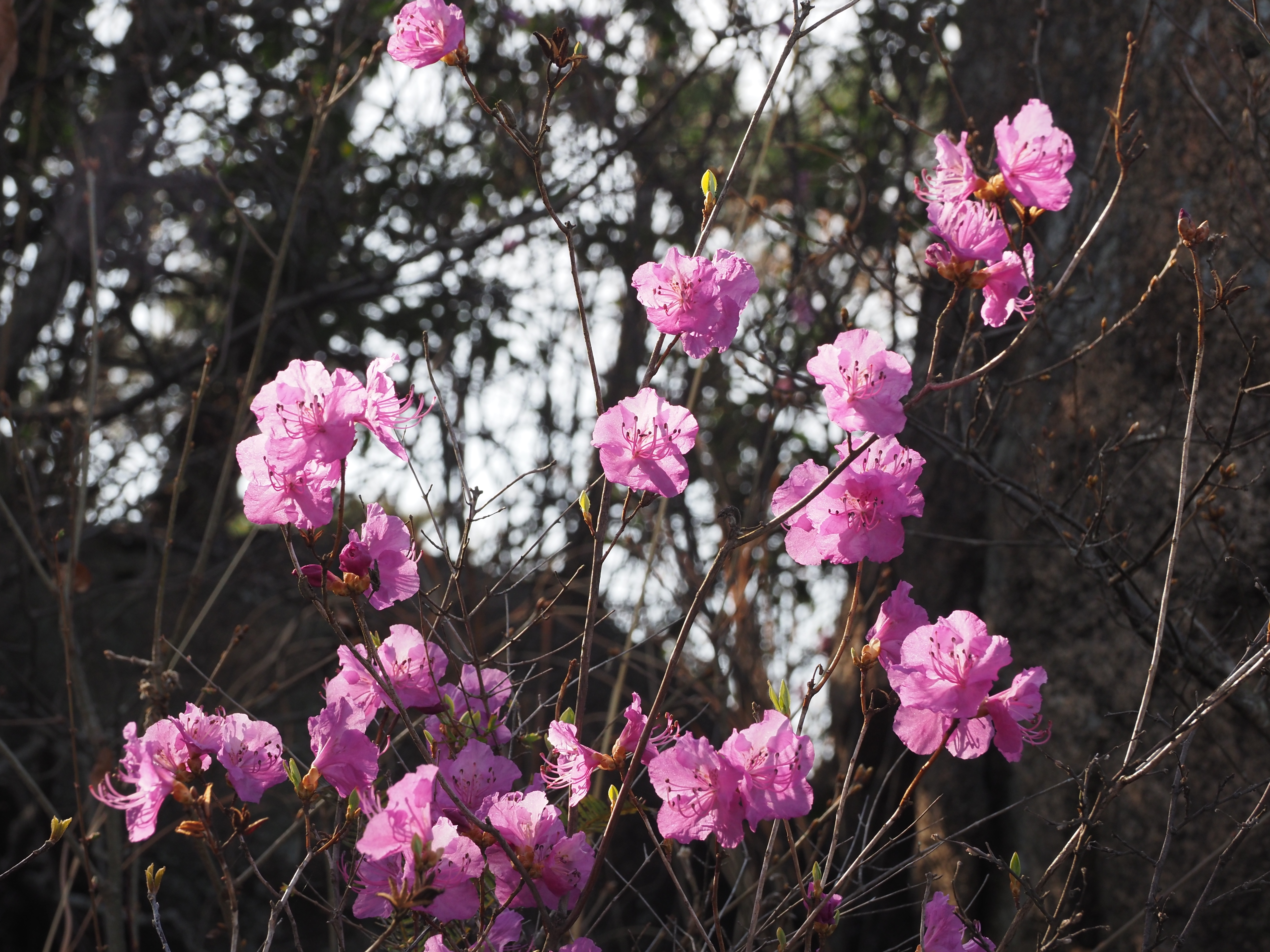
ゲンカイツツジ

- ヒカゲツツジ Rhododendron keiskei
- サカイツツジ Rhododendron parvifolium

#### イソツツジ節 sect.Pogonanthum
- イソツツジ Rhododendron tomentosum
- カラフトイソツツジ Rhododendron diversipilosum

#### ビレア節 sect.Vireya
東南アジアやニューギニアなどの熱帯地方に産するもので、マレーシア・シャクナゲとも言われる。日本産のものは知られていない。
ビレア節、ディスコビレア節 sect. Discovireya、シュードビレア節 sect. Pseudovireya を分けることもある。
- ロードデンドロン・ジャバニカム Rhododendron javanicum

### シャクナゲ亜属 subg.Hymenanthes

#### シャクナゲ節 sect.Pontica
- アズマシャクナゲ Rhododendron degronianum
- ツクシシャクナゲ Rhododendron japonoheptamerum var. japonoheptamerum
  - ホンシャクナゲ Rhododendron japonoheptamerum var. hondoense
  - キョウマルシャクナゲ Rhododendron japonoheptamerum var. kyomaruense
  - オキシャクナゲ Rhododendron japonoheptamerum var. okiense
- ヤクシマシャクナゲ Rhododendron yakusimanum
- ホソバシャクナゲ Rhododendron makinoi
- ハクサンシャクナゲ Rhododendron brachycarpum
- キバナシャクナゲ Rhododendron aureum

### レンゲツツジ亜属 subg.Pentanthera

#### レンゲツツジ節 sect.Pentanthera
- レンゲツツジ Rhododendron japonicum

#### シロヤシオ節 sect.Sciadorhodion
- シロヤシオ（ゴヨウツツジ） Rhododendron quinquefolium

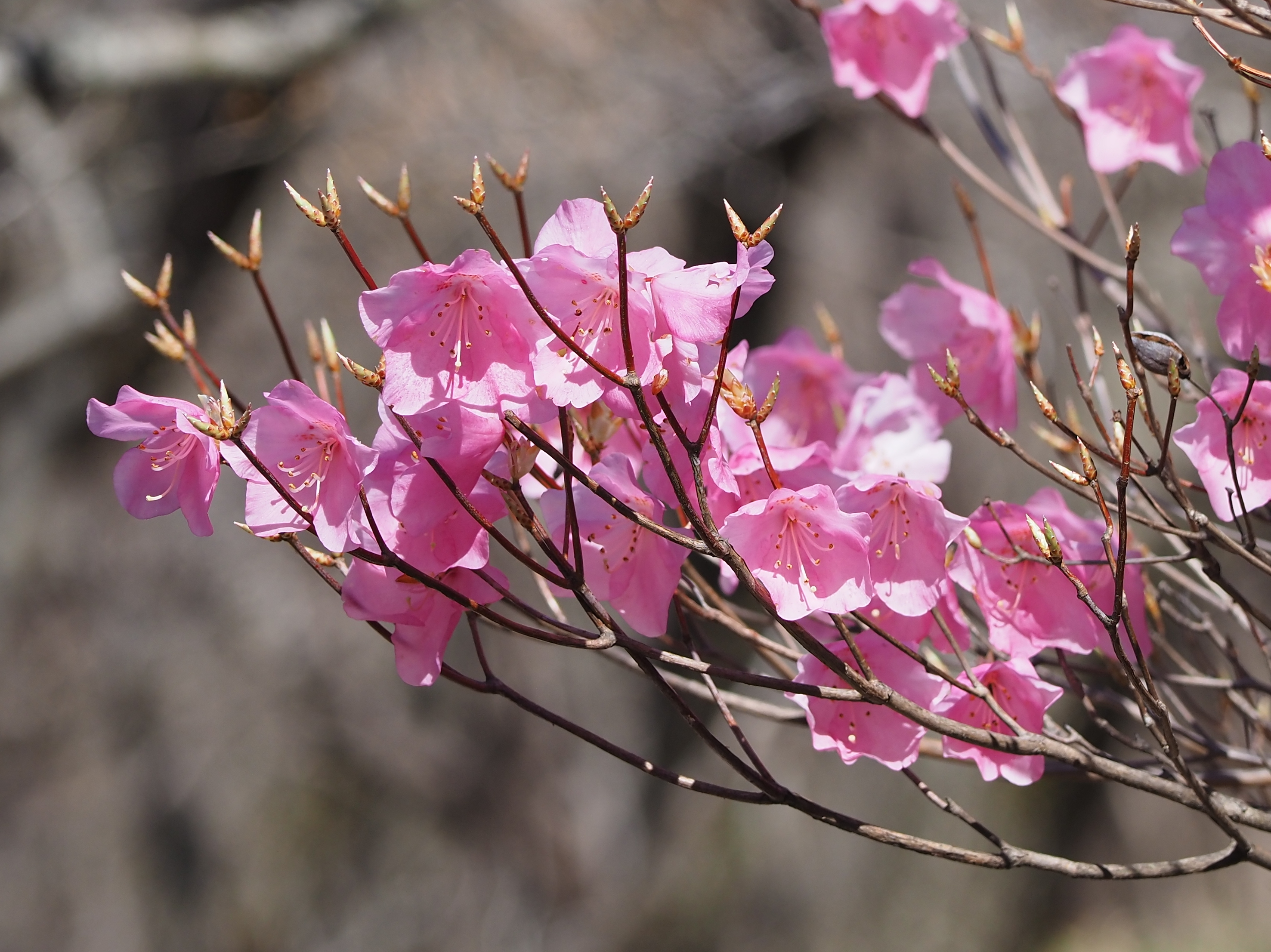
アカヤシオ

- アカヤシオ Rhododendron pentaphyllum var. nikoense
  - アケボノツツジ Rhododendron pentaphyllum var. shikokianum
- ムラサキヤシオツツジ Rhododendron albrechtii
- クロフネツツジ Rhododendron schlippenbachii

#### オオバツツジ節 sect.Viscidula
- オオバツツジ Rhododendron nipponicum

#### ヨウラクツツジ節 sect.Menziesia
- ヨウラクツツジ属 Menziesia

### ツツジ亜属 subg.Tsutsusi

#### ヤマツツジ節 sect.Tsutsusi

##### コメツツジ列
- コメツツジ Rhododendron tschonoskii
- オオコメツツジ Rhododendron trinerve

##### ハコネコメツツジ列
- ハコネコメツツジ Rhododendron tsusiophyllum

##### モチツツジ列
- モチツツジ Rhododendron macrosepalum
- キシツツジ Rhododendron ripense
- チョウセンヤマツツジ Rhododendron yedoense
- ケラマツツジ Rhododendron scabrum
- ヤクシマヤマツツジ Rhododendron yakuinsulare
- サキシマツツジ Rhododendron amanoi
- ムニンツツジ Rhododendron boniense

##### サツキ列
- サツキ（サツキツツジ） Rhododendron indicum
- マルバサツキ Rhododendron eriocarpum
- センカクツツジ Rhododendron tawadae

##### ウンゼンツツジ列
- ウンゼンツツジ Rhododendron serpyllifolium

##### ヤマツツジ列

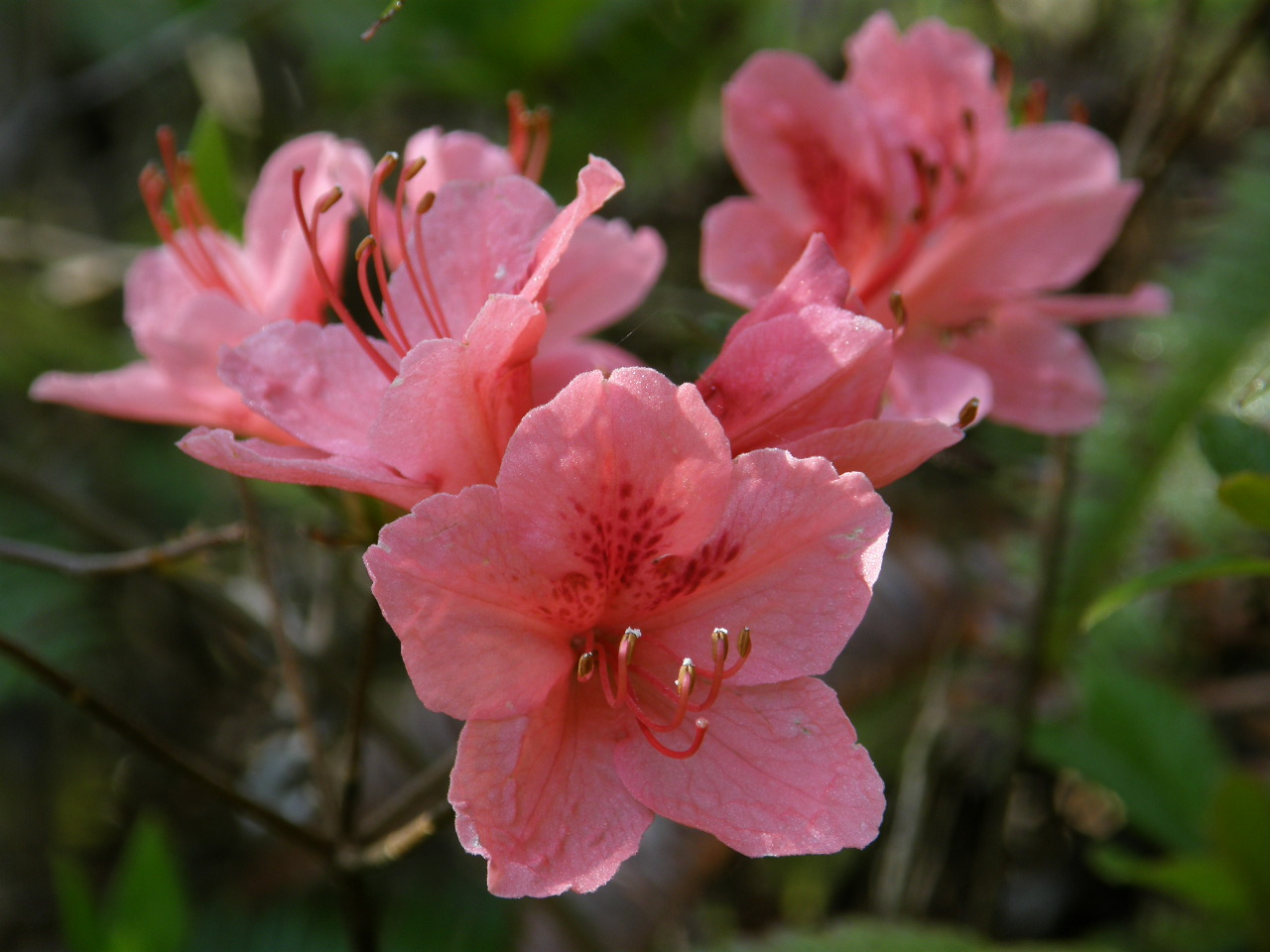
ヤマツツジ

- ヤマツツジ Rhododendron kaempferi
- サタツツジ Rhododendron sataense
- オオヤマツツジ Rhododendron transiens

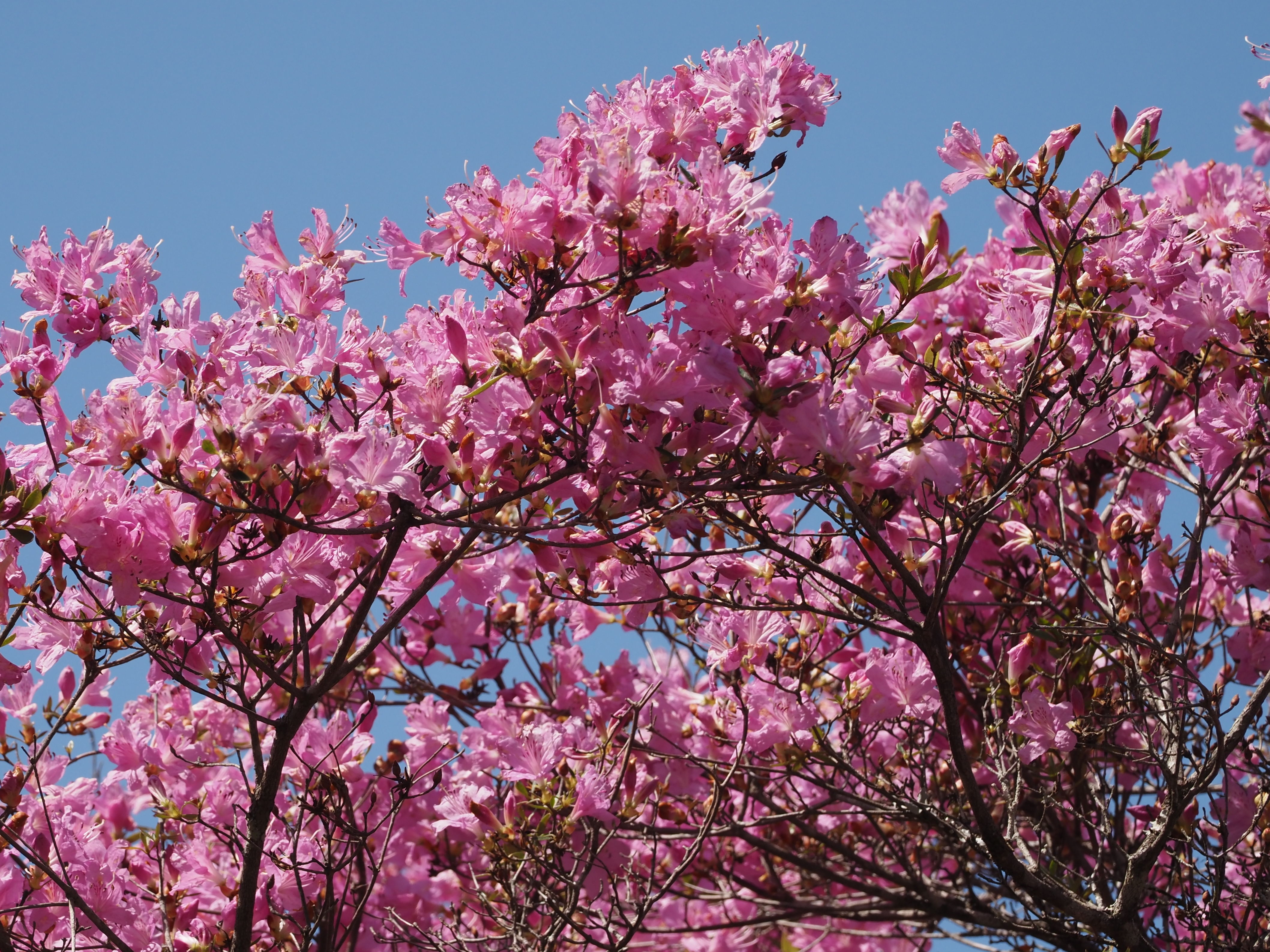
フジツツジ

- フジツツジ Rhododendron tosaense
- トウヤマツツジ Rhododendron simsii
- ミヤマキリシマ Rhododendron kiusianum
- アシタカツツジ Rhododendron komiyamae
- テリハヤマツツジ Rhododendron lusidusculum

#### ミツバツツジ節 sect.Brachycalyx

##### サクラツツジ列

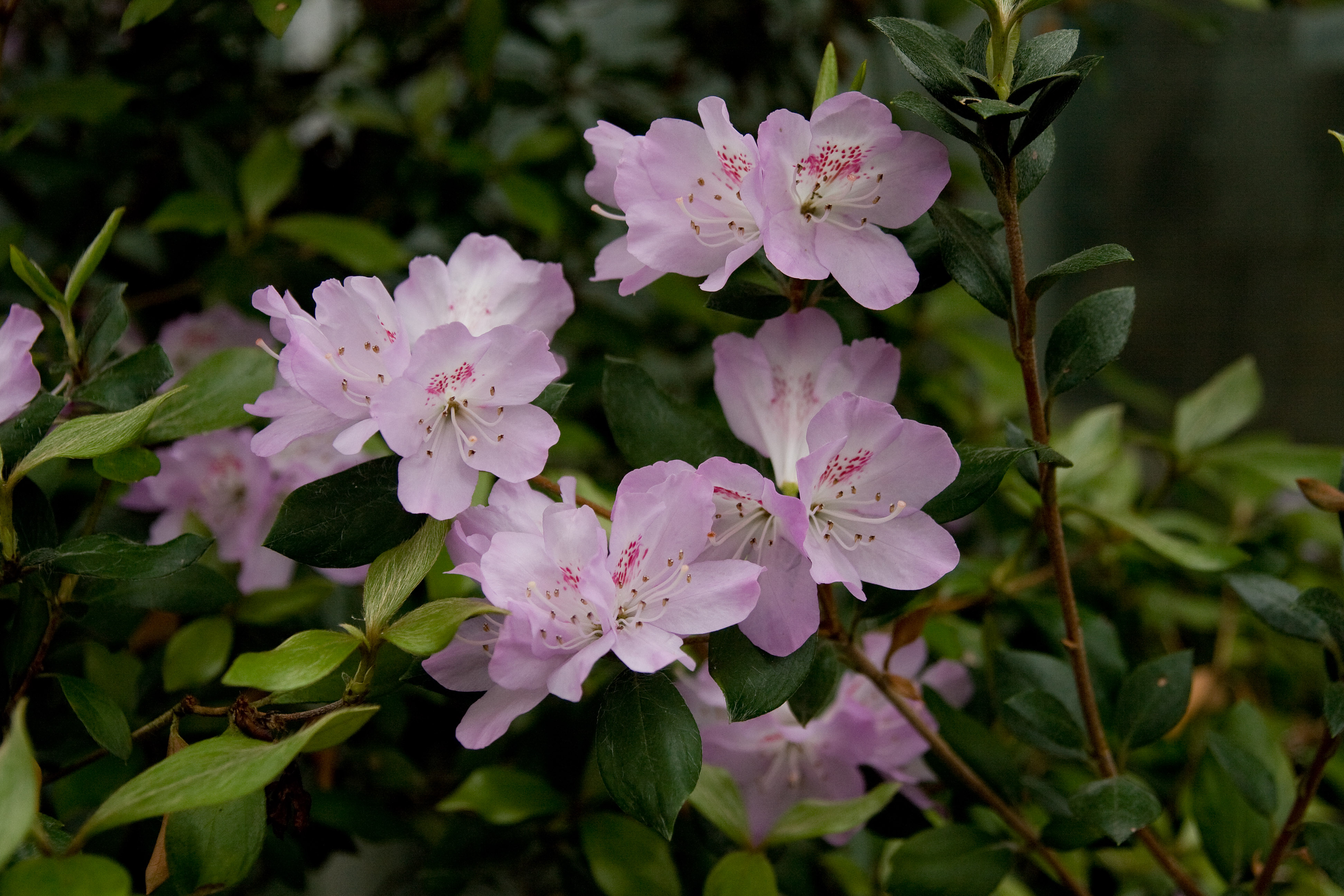
サクラツツジ

- サクラツツジ Rhododendron tashiroi

##### オンツツジ列

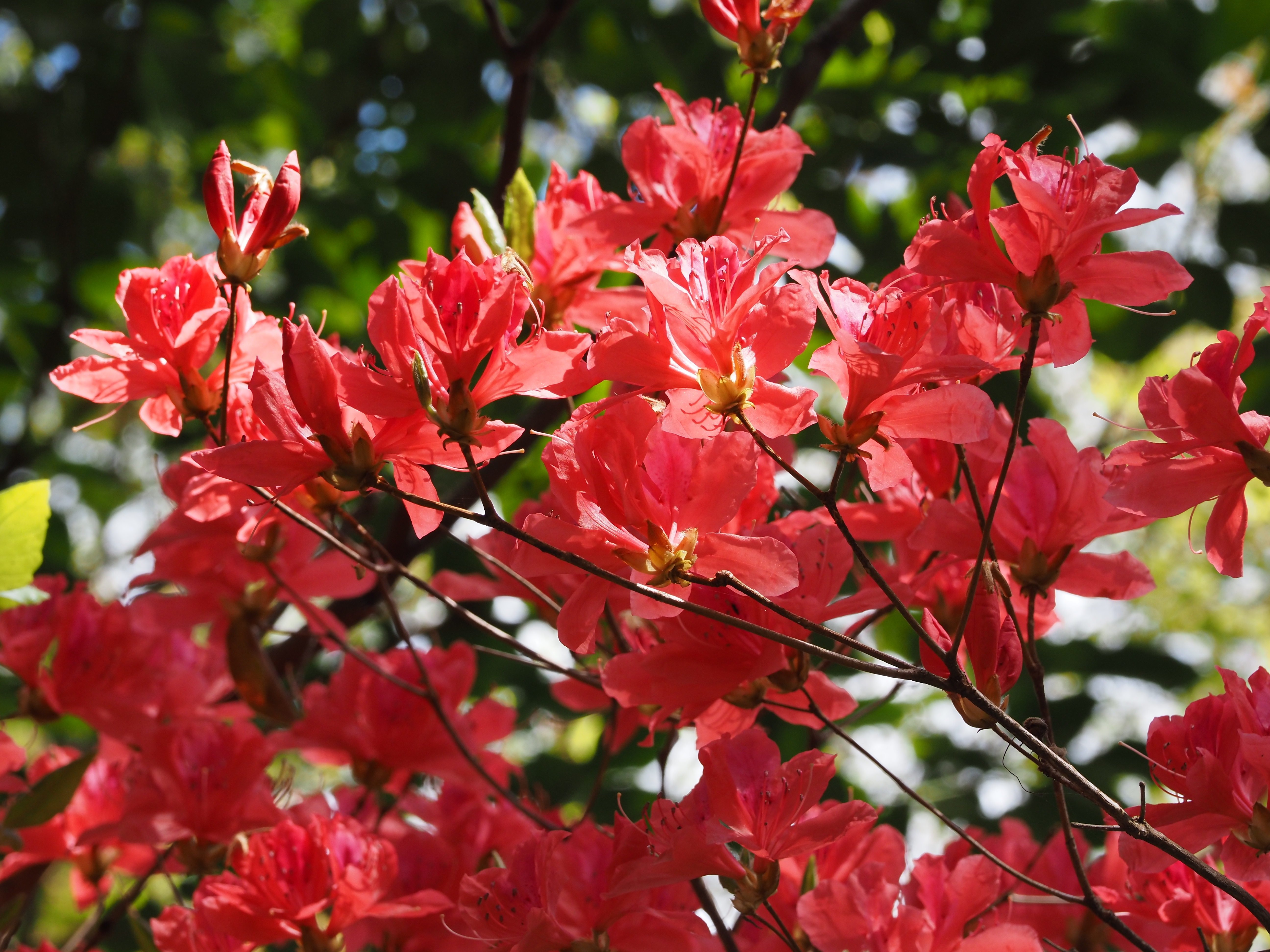
オンツツジ

- オンツツジ Rhododendron weyrichii
- アマギツツジ Rhododendron amagianum
- ジングウツツジ Rhododendron sanctum

##### ミツバツツジ列
- ミツバツツジ Rhododendron dilatatum
  - ヒダカミツバツツジ Rhododendron dilatatum var. boreale
  - トサノミツバツツジ Rhododendron dilatatum var. decandrum
  - ハヤトミツバツツジ Rhododendron dilatatum var. satsumense

##### タカクマミツバツツジ列
- タカクマミツバツツジ Rhododendron viscistylum

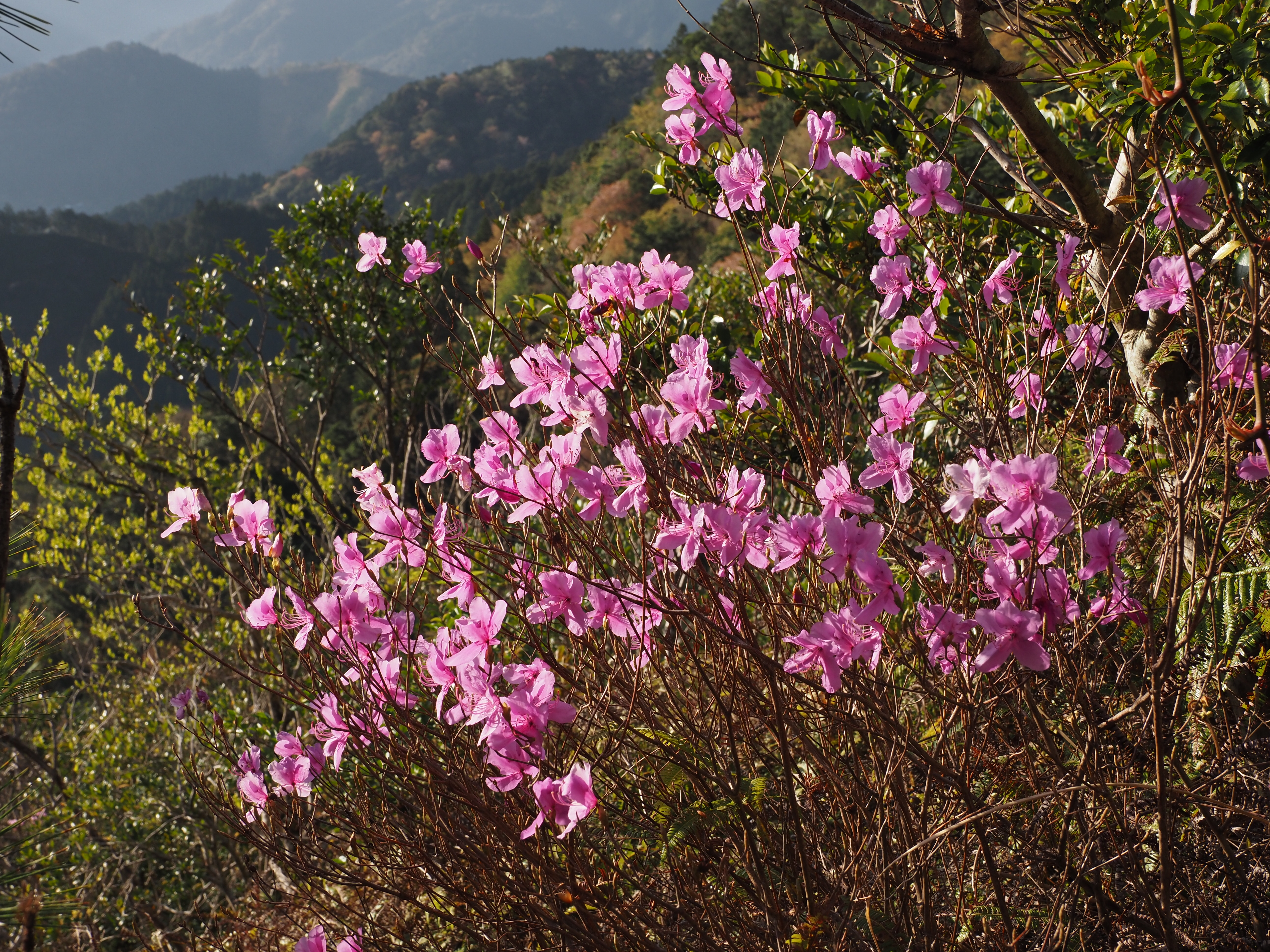
ヒュウガミツバツツジ

- ヒュウガミツバツツジ Rhododendron hyugaense
- アマクサミツバツツジ Rhododendron amakusaense
- ウラジロミツバツツジ Rhododendron osuzuyamense

##### サイゴクミツバツツジ列

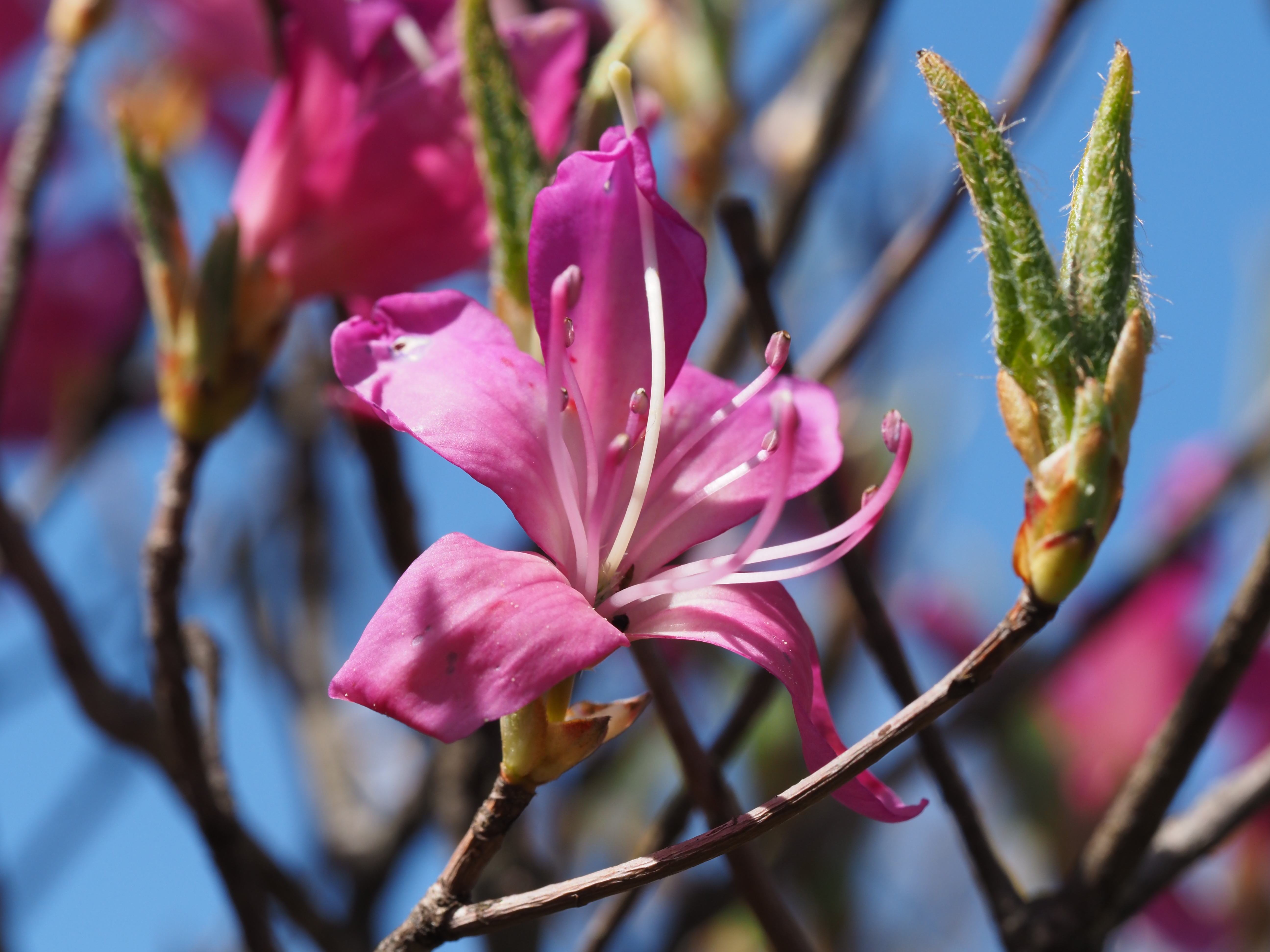
サイゴクミツバツツジ

- サイゴクミツバツツジ Rhododendron nudipes
  - ヒメミツバツツジ Rhododendron nudipes var. nagasakianum
  - キリシマミツバツツジ Rhododendron nudipes var. kirishimense
- ダイセンミツバツツジ Rhododendron lagopus var. lagopus
  - ユキグニミツバツツジ Rhododendron lagopus var. niphophilum
- ツルギミツバツツジ Rhododendron tsurugisanense
- ヤクシマミツバツツジ Rhododendron yakumontanum

##### トウゴクツバツツジ列

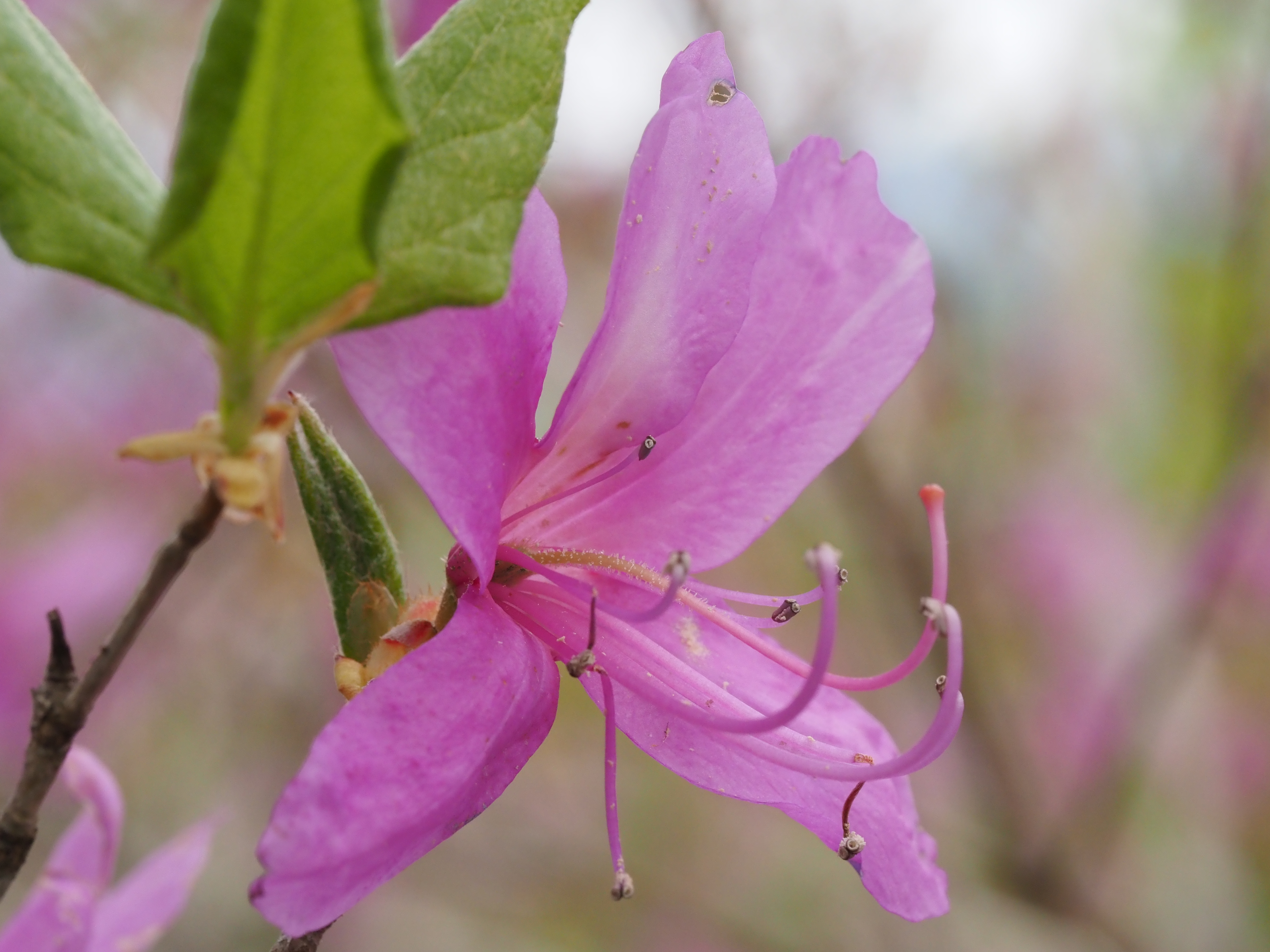
トウゴクミツバツツジ

- トウゴクミツバツツジ Rhododendron wadanum

##### コバノミツバツツジ列

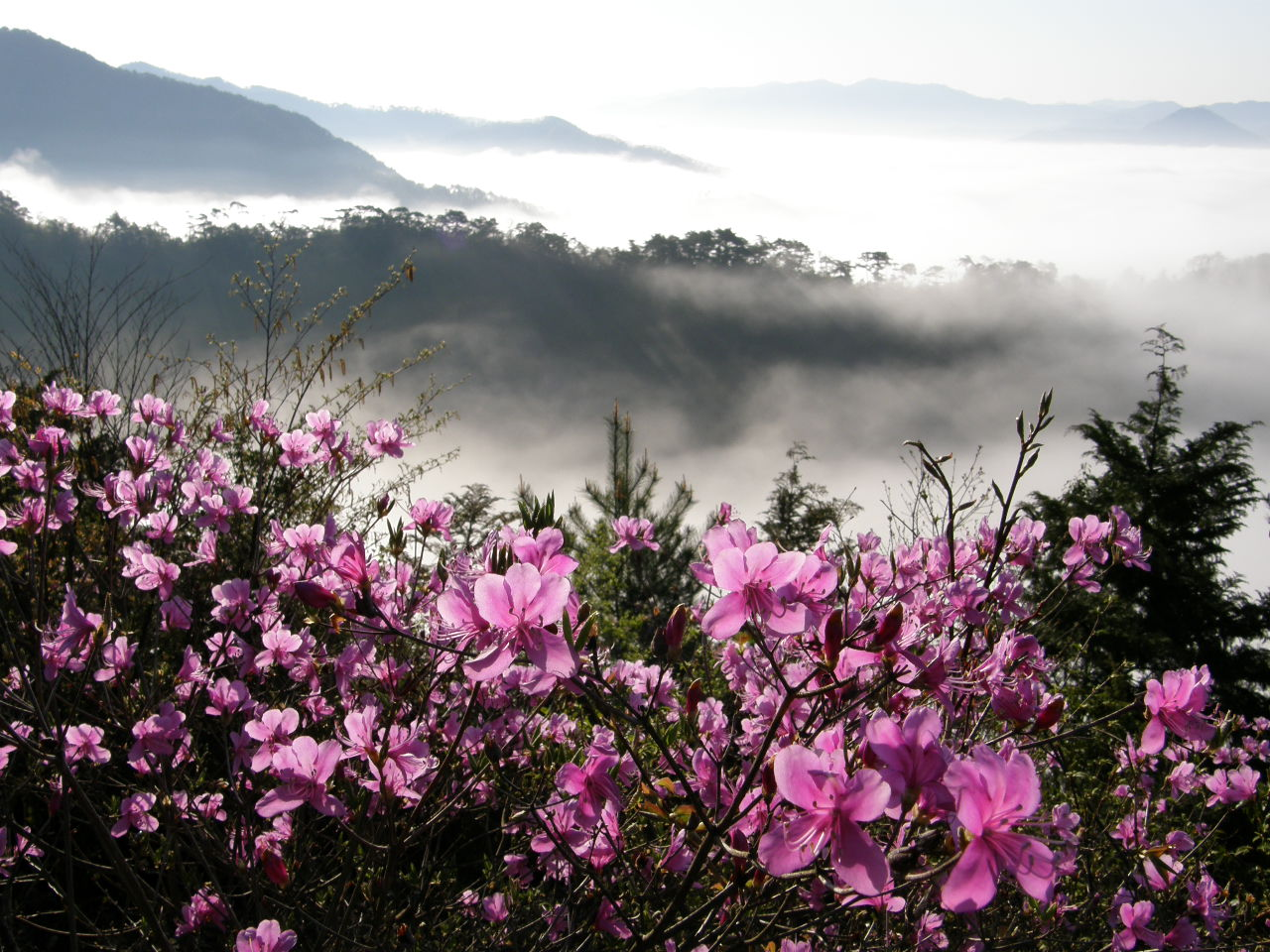
コバノミツバツツジ
(兵庫県篠山盆地雲海、盃ヶ岳)

- コバノミツバツツジ Rhododendron reticulatum

##### キヨスミミツバツツジ列

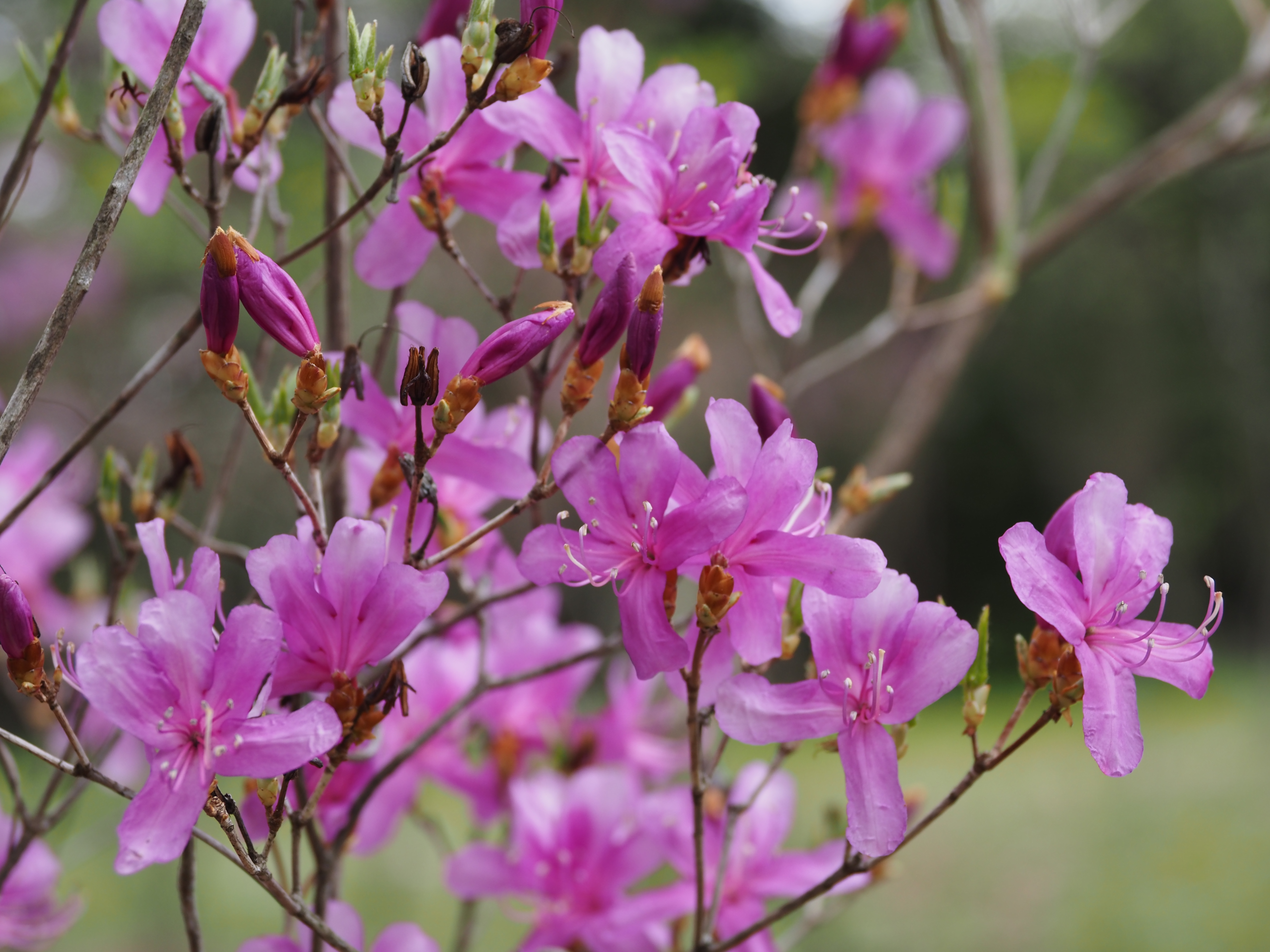
キヨスミミツバツツジ

- ナンゴクミツバツツジ Rhododendron mayebarae
- キヨスミミツバツツジ Rhododendron kiyosumense

#### 交雑種
- コウヅシマヤマツツジ Rhododendron × koudzumontanum
- キリシマツツジ Rhododendron × obtusum var. obtusum
- クルメツツジ Rhododendron × obtusum var. sakamotoi
- リュウキュウツツジ Rhododendron × mucronatum
- ヒラドツツジ Rhododendron × pulchrum
ケラマツツジにモチツツジ、キシツツジ、リュウキュウツツジが交雑してできた。オオムラサキが多く見られる。

### トキワバイカツツジ亜属 subg.Azaleastrum

#### トキワバイカツツジ節 sect.Azaleastrum
- トキワバイカツツジ Rhododendron uwaense

#### セイシカ節 sect.Choniastrum
- セイシカ Rhododendron latoucheae
  - アマミセイシカ Rhododendron latoucheae var. amamiense

### バイカツツジ亜属 subg.Mumeazalea
- バイカツツジ Rhododendron semibarbatum

### エゾツツジ亜属 subg.Therorhodion
独立したエゾツツジ属 Therorhodion に分類される場合が多い。
- エゾツツジ Rhododendron camtschaticum

## 自治体指定の木と花
日本では県、市町村で自治体の木や花の指定を受けている。以下に一覧を示す。

### 県
- 静岡県 - 県の花[7]
- 群馬県 - 県の花（レンゲツツジ）
- 福岡県 - 県の木[8]

### 市（市の木）
- 山形県 - 長井市
- 千葉県 - 八千代市、茂原市
- 富山県 - 氷見市
- 福井県 - 鯖江市
- 滋賀県 - 近江八幡市

### 市町村（花）

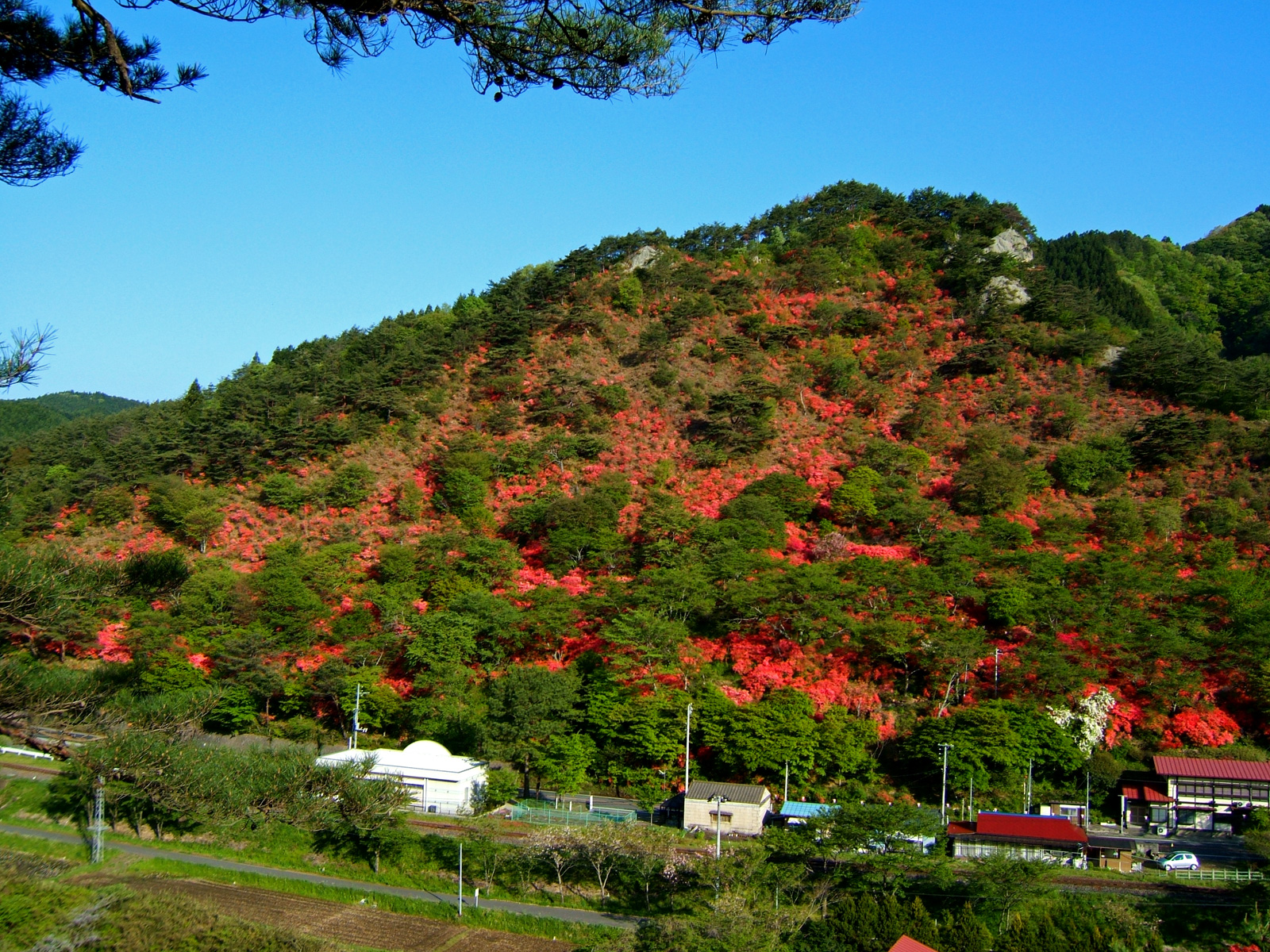
矢祭山

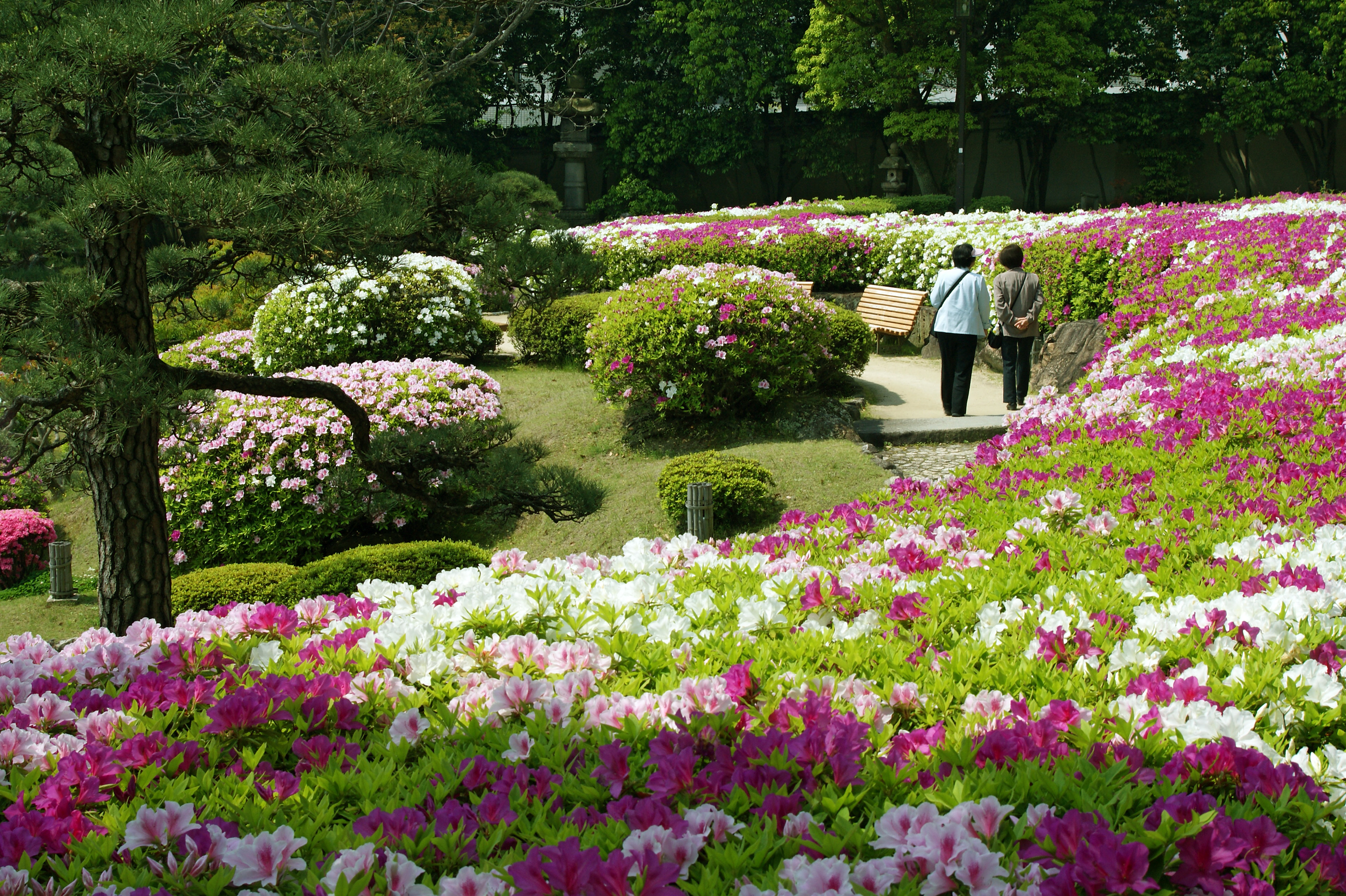
相楽園

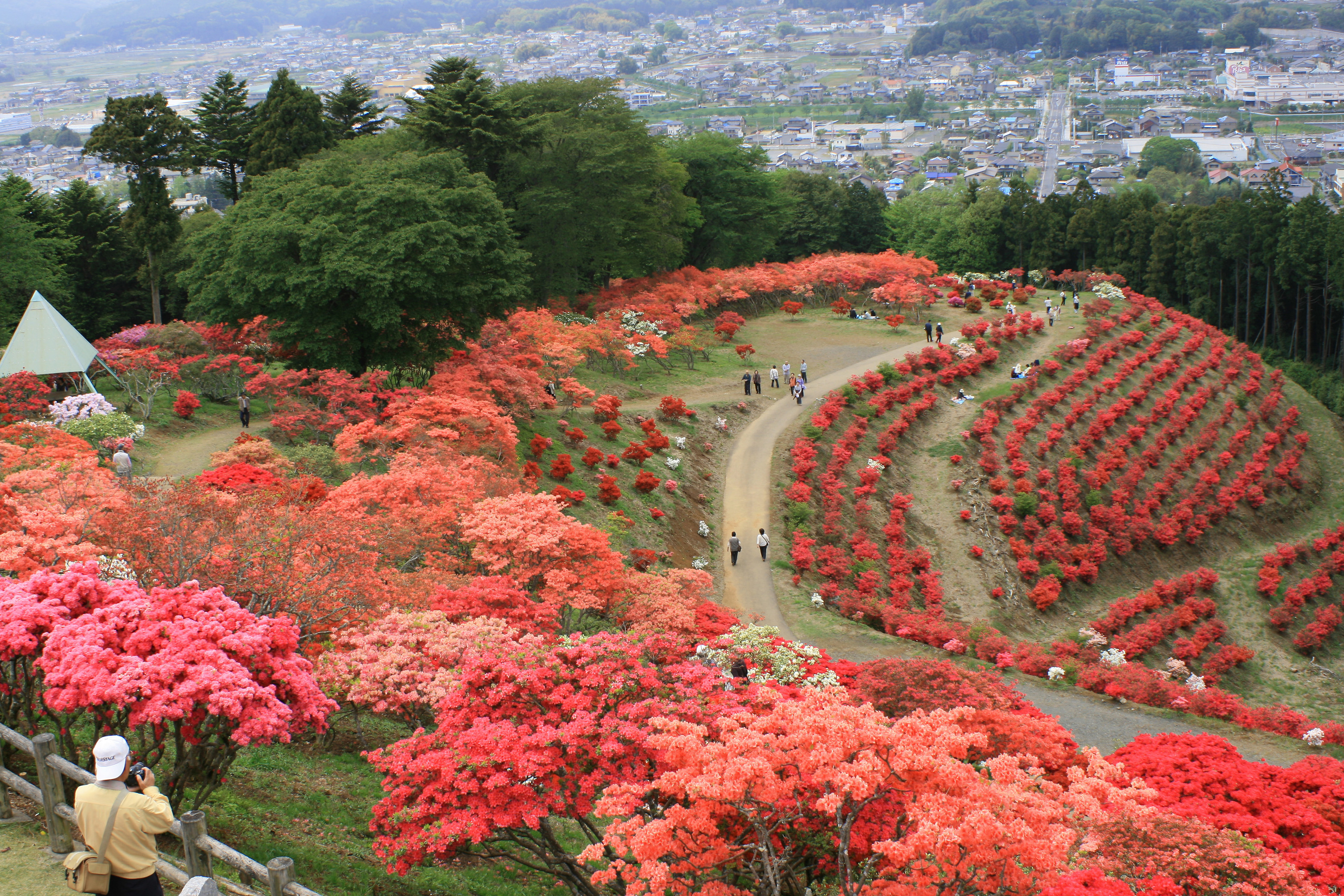
笠間つつじ公園（茨城県笠間市）

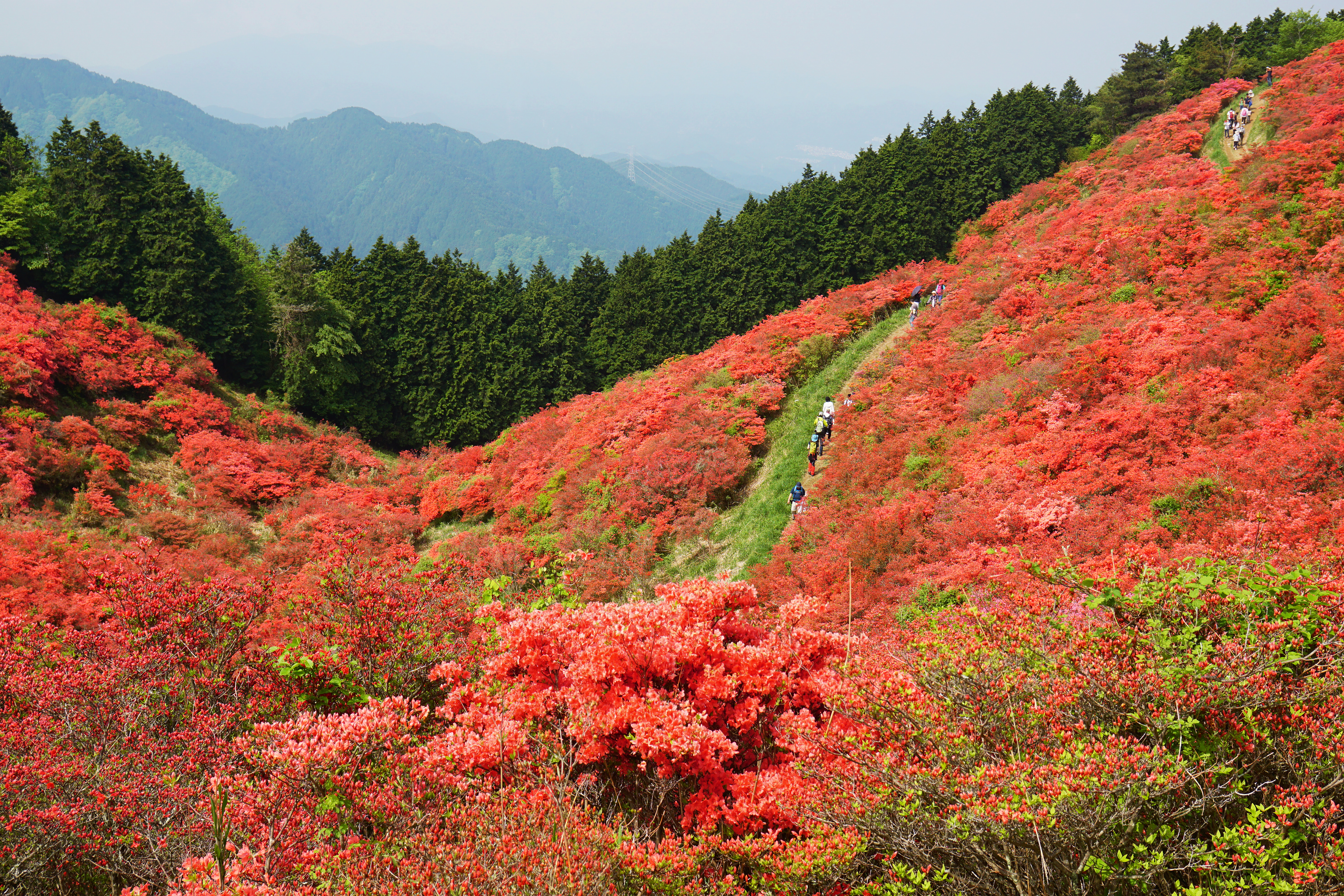
大和葛城山

- 北海道 - 函館市、小樽市、旭川市、留萌市、室蘭市、夕張市、千歳市、滝川市、歌志内市、伊達市、北広島市、木古内町、鹿部町、八雲町、厚沢部町、南幌町、奈井江町、浦臼町、新十津川町、東神楽町、占冠村、美深町、中川町、小平町、羽幌町、初山別村、遠別町、洞爺湖町、むかわ町、新冠町、初山別村、広尾町、沼田町、妹背牛町
- 青森県 - 十和田市、大鰐町、七戸町、階上町
- 岩手県 - 久慈市、九戸村、洋野町
- 宮城県 - 気仙沼市、岩沼市、大和町、大郷町、南三陸町、山元町
- 山形県 - 寒河江市、天童市、尾花沢市、高畠町
- 福島県 - いわき市、田村市、棚倉町、矢祭町、小野町、葛尾村
- 茨城県 - 取手市、大洗町
- 栃木県 - 足利市、矢板市
- 群馬県 - 前橋市、伊勢崎市、太田市、館林市、昭和村
- 埼玉県 - 飯能市、狭山市、桶川市、吉川市、滑川町、嵐山町、鳩山町、東秩父村、上尾市、朝霞市、志木市
- 千葉県 - 松戸市、野田市、流山市、我孫子市、富津市、浦安市、東庄町
- 東京都 - 新宿区、墨田区、中野区、練馬区、豊島区、文京区、北区、荒川区、武蔵野市、福生市、昭島市、小平市、東村山市、東大和市、東久留米市、西東京市、狛江市、瑞穂町
- 神奈川県 - 川崎市、葉山町、愛川町
- 新潟県 - 長岡市
- 富山県 - 氷見市、朝日町
- 石川県 - 津幡町
- 福井県 - 小浜市
- 山梨県 - 山梨市
- 長野県 - 上田市、岡谷市、長和町、下諏訪町、根羽村、生坂村
- 岐阜県 - 各務原市、大野町
- 静岡県 - 磐田市、裾野市
- 愛知県 - 豊橋市、蒲郡市、小牧市、大府市、知多市、岩倉市、北名古屋市、美浜町
- 三重県 - 津市
- 滋賀県 - 近江八幡市、米原市、豊郷町
- 京都府 - 京都市、舞鶴市、亀岡市、向日市
- 大阪府 - 堺市、富田林市、柏原市、摂津市、交野市、大阪狭山市、岬町
- 兵庫県 - 芦屋市、伊丹市、加古川市、養父市、猪名川町
- 奈良県 - 御所市、曽爾村、高取町
- 和歌山県 - 和歌山市、那智勝浦町
- 鳥取県 - 米子市、倉吉市
- 島根県 - 江津市、浜田市
- 岡山県 - 玉野市、新見市、勝央町、久米南町
- 広島県 - 庄原市、東広島市
- 山口県 - 宇部市、長門市、柳井市、平生町
- 香川県 - 高松市、土庄町
- 愛媛県 - 今治市、新居浜市、西条市、大洲市、鬼北町
- 高知県 - 安芸市、芸西村、三原村（キシツツジ）
- 福岡県 - 北九州市、久留米市、田川市、須恵町、岡垣町
- 佐賀県 - 伊万里市、武雄市、基山町、白石町
- 長崎県 - 松浦市、波佐見町
- 熊本県 - 水俣市、山鹿市、南関町、大津町、湯前町、山江村
- 大分県 - 宇佐市
- 宮崎県 - 日之影町
- 鹿児島県 - 出水市、垂水市、曽於市、姶良市、天城町
- 沖縄県 - 東村、宜野座村、渡嘉敷村、伊平屋村

## 関連文化

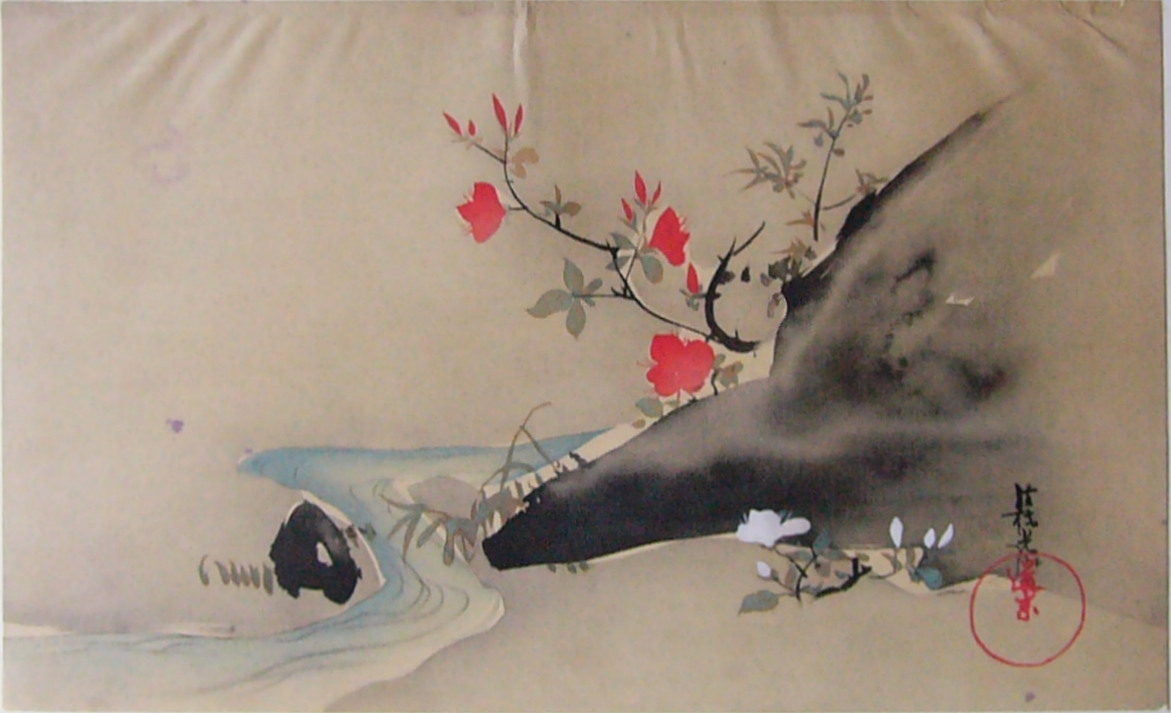
尾形光琳『躑躅図』、18世紀。

ツツジ類の材はとても緻密であり、細工物などにも利用される。
日本で言うところのツツジやサツキは、公園や道路の分離帯などの植え込みにしばしば見られる。日本では長い栽培の歴史を持ち、早くから育種も進んだ。例えば林昌寺（泉南市）や塩船観音寺（青梅市）の庭園は、美しいツツジで有名である。
この他には根津神社、旧古河庭園、神代植物公園（以上東京都）、安養院、等覚院、三河屋蓬莱園、小田急山のホテル、花の木公園（以上神奈川県）、姫の沢公園、小室山公園（以上静岡県）、つつじが岡公園、赤城山新坂平、湯の丸高原（以上群馬県）美し森（長野県）、八方ヶ原、那須高原（以上栃木県）など、各地に名所がある。

### 色
「ツツジ色」（アザレア）という色もある。これはツツジの花のような鮮やかな赤紫色（「躑躅燃ゆ」と形容される）をさす。赤紫は次に挙げるような色である。
| 色      | 名前           | 漢字・英語  | 同色・混同色 |
| ------- | -------------- | ----------- | ------------ |
| #CD4187 | アザレア       | azalea      | 躑躅色       |
| #FF3399 | アザレアピンク | azalea pink | 躑躅色       |

### 俳句・短歌（和歌）
「ツツジ」は俳句における春の季語でもある。また「躑躅花」（つつじばな）は、短歌（和歌）における枕詞としても使用される。この場合は「花のように美しい君」という意味から「にほふ」や「にほえをとめ」にかかる。
- 躑躅いけて 其陰に干鱈（ひだら） さく女 - 松尾芭蕉[9]
- …つつじ花 にほえ娘子（をとめご） 桜花 栄え娘子… - 柿本人麻呂[10]

### 書物
- 『錦繍枕』 - 元禄5年（1692年）に伊藤伊兵衛が刊行した。世界最古のツツジ、サツキ専門書。

### 音楽
- 『躑躅（つつじ）』 地歌（箏曲） - 佐山検校（上記の伊藤伊兵衛と同時代に江戸で活躍した音楽家）作曲による長歌もの地歌曲。歌詞中にツツジが22品種詠み込まれている。